# جبال الألب أوري
جبال الألب أوري هي سلسلة جبلية تقع في وسط سويسرا في الجزء الغربي من جبال الألب.